# فياتشيسلاف أمين
فياتشيسلاف أمين (بالروسية: Амин, Вячеслав Генрихович)‏ (مواليد 10 ديسمبر 1976 في الاتحاد السوفييتي) لاعب كرة قدم قيرغيزستاني دولي يجيد اللعب في خط الدفاع . يلعب حاليا لصالح نادي أبديش أتا كانت القيرغيزستاني منذ سنة 2006 .

## روابط خارجية
- فياتشيسلاف أمين على موقع قاعدة بيانات كرة القدم.إي يو (الإنجليزية)
- فياتشيسلاف أمين على موقع ناشيونال فوتبول تيمز (الإنجليزية)